# Puig de na Franquesa
Puig de na Franquesa är en bergstopp i Spanien.   Den ligger i regionen Balearerna, i den östra delen av landet, 600 km öster om huvudstaden Madrid. Toppen på Puig de na Franquesa är 1 067 meter över havet, eller 76 meter över den omgivande terrängen. Bredden vid basen är 0,47 km. Puig de na Franquesa ligger på ön Mallorca.
Terrängen runt Puig de na Franquesa är kuperad åt sydost, men åt nordväst är den bergig.Runt Puig de na Franquesa är det ganska tätbefolkat, med 214 invånare per kvadratkilometer. Närmaste större samhälle är Sóller, 5,1 km väster om Puig de na Franquesa. 